# Friedrich Maximilian Schober
Friedrich Maximilian Schober (* 18. Mai 1848 in Tharandt; † 4. Juni 1914 in Schruns, Österreich-Ungarn) war ein deutscher konservativer Politiker. Er war Mitglied der II. Kammer des Sächsischen Landtags.

## Leben
Maximilian Schober war der Sohn des Professors Hugo Emil Schober. Er studierte von 1866 bis 1869 Rechtswissenschaften an der Universität Leipzig und trat nach seinem Referendariat sowie der im Juli 1873 erfolgten Promotion im Jahr 1874 als Bezirksassessor bei der Amtshauptmannschaft Leipzig in den sächsischen Staatsdienst ein. Von 1883 bis 1891 war er bei der Kreishauptmannschaft Leipzig tätig. Er wurde im Februar 1891 auf eigenen Wunsch mit Titel und Rang eines Oberregierungsrats aus dem Staatsdienst entlassen und lebte fortan als Privatier. Von 1891 bis 1899 war er unbesoldeter K. u. K. Österreichisch-Ungarischer Generalkonsul für die sächsischen und thüringischen Staaten. Im Jahr 1899 wurde ihm der Titel Königlich Sächsischer Geheimer Hofrat verliehen. 
Politisch engagierte sich Schober über mehrere Jahrzehnte im Konservativen Landesverein in Sachsen, zu dessen Mitbegründern er 1875 gehörte. Seit 1891 bereits im Vorstand tätig, war er von 1894 bis 1904 Vorsitzender des Konservativen Landesvereins und bereits seit 1884 auch Vorsitzender des Konservativen Vereins in Leipzig. 
Von 1893 bis 1904 vertrat er den Wahlkreis Stadt Leipzig 5 in der II. Kammer des Sächsischen Landtags.